# 立川平林
立川 平林（たてかわ ひらりん、1973年7月25日 - ）は、日本の落語家である。落語立川流所属の真打。悪質商法などへの注意を啓発する「防犯落語」の公演を開催する
。本名：平林 芳金。出囃子は『名古屋甚句』。

## 来歴・人物
1973年7月、愛知県知多郡東浦町出身。東浦町立東浦中学校、日本福祉大学付属高等学校を経て、東洋大学文学部印度哲学科中退。
2005年3月に七代目立川談志に入門。
2007年7月に立川キウイ、立川談大、泉水亭錦魚、立川吉幸、立川談奈、立川らく里、立川志らべ、立川らく次と共に二ツ目に昇進する。2012年、談志の死去により、談慶門下へ移籍。2014年、安来節全国優勝大会に優勝し、安来節どじょうすくい踊りで日本一となる。正調安来節保存会会員準師範保持。日本舞踊、若柳流。
2018年10月、真打に昇進した。
落語の中に、社会問題を取り込んだ防犯落語、ヴィーガン落語、エシカル落語、動物愛護落語などの公演を実施する。
2021～2023年、立川談志の長女松岡ゆみこが開催した「ゆみちゃん寄席」では、松岡とともにMCを務め、談志のコスプレ姿で毎回登場した。

## 防犯落語
振り込め詐欺、悪質商法等への注意を啓発する「防犯落語」を聴いてもらう活動に力を入れ、各地での公演が300回を超えた。これらの活動に対して、警視庁より7回、愛知県警より2回感謝状を授与された。